# Asota commixta
Asota commixta är en fjärilsart som beskrevs av Rothschild 1897. Asota commixta ingår i släktet Asota och familjen nattflyn. Inga underarter finns listade i Catalogue of Life.